# Bromheadia falcifolia
Bromheadia falcifolia är en orkidéart som beskrevs av Rudolf Schlechter. Bromheadia falcifolia ingår i släktet Bromheadia och familjen orkidéer. Inga underarter finns listade i Catalogue of Life.